# محمدحسین صادقی نیلی
محمدحسین صادقی نیلی معروف به صادقی نیلی از رهبران جهادی هزاره‌های افغانستان در سال‌های دهه پنجاه و شصت بود. او یکی از چهره‌های شاخص پاسداران جهاد اسلامی و بعد از انحلال این حزب به حزب وحدت اسلامی افغانستان پیوست.

## سال‌های آغازین زندگی
محمد حسین صادقی معروف به صادقی نیلی، در سال ۱۳۱۸ هجری خورشیدی، در خانواده مذهبی هزاره، در منطقه نیلی ولایت ارزگان (دایکندی فعلی) به دنیا آمد. او سواد قرآن خوانی و فارسی را نزد روحانی قریه می‌آموزد.
در ادامه، با کمک پدر درس را در مدرسه دینی پی می‌گیرد؛ و راهی سنگ تخت می‌شود، که آن زمان با اساتیدی برجسته چون شیخ قاسم‌علی سنگتخت یکی از مراکز مهم علوم دینی در منطقه به‌شمار می‌رفت. صادقی نیلی حدود پنج سال در آن‌جا شاگرد شیخ قاسم‌علی بود و کتاب‌های قوانین و دو جلد اللمعة الدمشقیة را به پایان رساند؛ زیرا در حوزه قلدستک سنگ‌تخت، از سطح لمعه بالاتر تدریس نمی‌شد.
صادقی نیلی در سال ۱۳۴۹ به منظور تکمیل تحصیلات راهی نجف می‌شود و علاوه بر اتمام سطح، مدتی به درس خارج نیز می‌پردازد. در حین استادی در نجف به حج هم می‌رود، و پس از آن در ۱۳۵۲ خورشیدی، به نیلی دایکندی باز می‌گردد.

## آغاز دوران انقلاب و جنگ‌های داخلی
پس از بازگشت از عراق، مدرسه علمیه «نیلی» را تأسیس نمود. طلاب زیادی جذب حوزه گردیدند. او در این مدرسه از مرحله مقدمات تا رسائل و مکاسب تدریس می‌کرد. در نبود گستره فعال حکومت در مناطق هزارستان، بسیاری از کارهای عمومی، از جمله حل و فصل دعاوی بگونه‌ای مختل بود؛ لذا روحانیون قضاوت را بر عهده داشتند.
صادقی نیلی دشمنی ویژه‌ای با خانها و اربابهای هزارستان داشت که شعار می داد تا خان کفن نشود وطن وطن نشود؛ بسیاری از شخصیت ها و خوانین و هنرمندان هزاره از جمله سرور سرخوش با ۲۳ تن از اعضایی خانواده اش توسط پاسداران جهاد اسلامی افغانستان به رهبری صادقی نیلی به قتل رسیدند و خانواده شانرا آواره پاکستان نمودند زمین و اموال خوانین را غضب کردند و بین سربازان جنگی شان تقسیم نمودند.از طرفی بر علیه فعالیت احزاب چپی چون خلق و پرچم جنگ می‌کرد.

## تلاش برای احیای هزارستان
بازگشایی مکاتب: در قدم اول، مکاتب جدید (دولتی) را از انزوا و خلوت بیرون آورد.
احداث مدرسه، مسجد و بازار: بنای مسجد و بازار نیلی و احداث مدرسه مهدیه از نمونه‌های مثال زدنی در این مورد است، در راستای گسترش آموزش، ابتدا مدرسه علمیه نیلی آغاز به کار کرد، و کم‌کم مدارس دینی سائر نقاط نیز فعال و پذیرای طلاب گردیدند.
تعمیر و احداث سرک‌های منطقه برای سهولت در امر حمل و نقل مایحتاج مردم، با هدایت او صورت گرفت.
احداث پل، جوی غدار پس از سه سال کار مداوم، مورد بهره‌برداری قرار گرفت و بیش از هشتاد خانوار بی زمین و کم زمین را صاحب زمین نمود. سپس این تجربه موفق در بسیاری از نقاط تکرار شد و کمک شایانی به توسعه زراعتی منطقه نمود.
راهنمایی و حفر چاه‌ها در مناطق مختلف، و استفاده از زمین‌های موات.

## مبارزات قبل از تشکیل پاسداران جهاد اسلامی
پس از کودتای هفت ثور زمزمه‌های مقاومت در برابر رژیم استقرار یافته در کابل قوت گرفت. در دایکندی صادقی نیلی در تاریخ ۱۹ حمل ۵۸ همراه با تعداد کثیری از مردم آن سامان، به قصد تصرف خدیر به حرکت درآمدند. با این که مردم، سلاحی جز تبرزین و خردم و بیل نداشتند، ولی مرکز ولسوالی طی یک درگیری شدید و کوتاه مدت به تصرف مردم درآمد. به فاصله اندکی مردم شارستان قیام کردند و این ولسوالی آزاد شد.
صادقی و همرزمانش، پس از آزادسازی دایکندی از کمونیستها، برای فتح بامیان آماده شدند، که در روز هفت ثور ۵۸ ولسوالی ورس پاکسازی می‌شود، پس آن رهسپار پنجاب می‌شوند و مرکز آن ولسوالی را نیز با کمک و مساعدت مردم آن دیار در تاریخ ۱۱/۲/۵۸ آزاد می‌کنند. آنگاه با همدستی مجاهدان سائر نواحی یکاولنگ را فتح می‌کنند؛ و سپس با هماهنگی مردم و مجاهدین ولسوالی‌های یاد شده و دیگر مناطق به بامیان یورش بردند. این بار، قیام تاریخی و «بامیان» رقم می‌خورد و جمع کثیری از جهادگران آزادی‌بخش در بامیان کشته می‌شوند و با وجود تلاش‌های مجاهدین، به علت نبود تسلیحات و عدم آشنایی مجاهدان از منطقه، و فنون جنگی نظامی، مرکز بامیان آزاد نگردید.
صادقی سپس عزم فتح ترین‌کوت مرکز ولایت ارزگان را نمود، با هماهنگی‌های که با مجاهدین پشتون داشت، زمانی معینی را برای آزادسازی معین کرده بود، ولی وقتی که حمله به ترین‌کوت آغاز می‌شود، همکاری صورت نمی‌گیرد، لذا صادقی و یارانش بدون فتح ترین‌کوت به منطقه برمی‌گردد.
در چنین شرایطی سنگ بنای شورای انقلابی اتفاق اسلامی به عنوان محور تشکل سیاسیـ مبارزاتی مردم شیعه، پایه‌گذاری می‌شود. در تشکیلات نوبنیاد شورای اتفاق، آیت الله بهشتی رئیس و صادقی نیلی به عنوان معاون اول رئیس شورا و مرد شماره دو آن انتخاب شدند. او پس از این سفرهای در پاکستان و ایران کرد تا به معرفی شورا در سطح کشورهای منطقه بپردازد.
بعد از بازگشت از ایران، صادقی نیلی به دفع و خلع سلاح اربابان و زمین سالاران هزارستان دست زد. همچنین از طرف دیگر با کوچی‌ها و مهاجمان پشتون در جنوب درگیر بود.
مواجهه او با خانها و اربابان از یک طرف و تمرد او در مقابل پشتونهای جنوب، سبب خشم شورای انقلابی اتفاق اسلامی گردید و در تابستان ۱۳۶۰ دو هزار لشکر از دو استقامت شرق و شمال دایکندی برای سرکوبی صادقی نیلی فرستاده شد. آنها موفق به فتح نیلی می‌شوند ولی به صادقی نیلی دست نمی‌یابند. بعدها با گسترش اعتراضات بالاخره بساط شورا برچیده شد و از دل آن پاسداران جهاد اسلامی افغانستان شکل گرفت.
او یکی از مؤسسین پاسداران جهاد اسلامی افغانستان بود.

## حزب وحدت اسلامی افغانستان
پس از زمزمه‌های تشکیل حزب وحدت، صادقی نیلی علی‌رغم دشمنی شدید با سازمان نصر افغانستان با پادرمیانی دیگران و حضور خود عبدالعلی مزاری در نیلی با پیوستن به این حزب موافقت کرد. در مرحله تعیینات حزب جدید او به عنوان عضو شورای مرکزی و فرمانده کل نیروهای مسلح حزب وحدت اسلامی افغانستان انتخاب گردید و از آن پس به ایفای وظیفه در سنگر جدید پرداخت.
اولین وظایف او در سمت فرماندهی کل نیروها، عبارت بود از: ادغام پایگاه‌های احزاب منحله و تشکیل پایگاه‌های واحد، خاتمه بخشیدن به درگیری‌های پراکنده داخلی و تشدید جهاد در جبهه‌های جنگ با روسها.
در گرماگرم سر و سامان دادن به امور نظامی حزب شورای مرکزی او را به عنوان عضو هیئت بلندپایه اعزامی به خارج تعیین نمود. او به لحاظ علاقه ای که به کار در میان مردم داشت، ابتدا از پذیرفتن مسئولیت جدید خودداری کرد؛ اما با اصرار از او خواستند تا عضویت هیئت را بپذیرند؛ بنابراین او در زمستان سال ۱۳۶۸ در حالی که برف سنگین، عبور و مرور را در اکثر راه‌های هزارستان غیرممکن ساخته بود همراه با اعضای هیئت به ایران آمد.
او در ایران همگام با دیگر اعضاء هیئت، تلاش‌های گسترده‌ای را به منظور دیدار با سران کشورها و ترغیب گروه‌ها به اتحاد، ادغام دفاتر و اعلام رسمی حزب وحدت، آغاز نمود.

## نحوه مرگ
عده‌ای از دشمنان او با گرفتن سلاح از حزب حرکت اسلامی افغانستان در ۲۴ عقرب ۱۳۶۹ در قریه سنگ موم در خانه یکی از اهالی آنجا از پنجره اتاق او را هدف رگبار گلوله قرار می‌دهند. در این حادثه او به همراه فرزند سه ساله‌اش کشته می‌شوند.